# Erich Hamann
Erich Hamann (Pasewalk, 24 de Agosto de 1946) é um ex-futebolista profissional alemão que atuava como meio-campo.

## Carreira
Erich Hamann atuou em sua carreira no 1. FC Frankfurt, ele fez parte do elenco da Alemanha Oriental, na copa do Mundo de 1974.

## Ligações Externas
- Perfil em Fifa.com (em inglês)